# Бихольцоховка
Бихольцоховка (укр. Бихольцохівка, до 2016 года — Бихальцоховка, укр. Бихальцохівка) — село в Репкинском районе Черниговской области Украины. Население 140 человек. Занимает площадь 0,71 км².
Код КОАТУУ: 7424484402. Почтовый индекс: 15063. Телефонный код: +380 46241.

## Власть
Орган местного самоуправления — Малолиственский сельский совет. Почтовый адрес: 15063, Черниговская обл., Репкинский р-н, с. Малый Листвен, ул. Центральная,13.